# Полицейская академия 3: Переподготовка
«Полицейская академия 3: Переподготовка» (англ. Police Academy 3: Back In Training) — американская комедия 1986 года режиссёра Джерри Пэриса. Это продолжение «Полицейской академии 2: Их первое задание» и третий из семи фильм о сержантах и курсантах полиции, проходивших подготовку в стенах полицейской академии. В данной серии героям придется отстаивать честь своей академии перед комиссией, а также начать погоню по околоприбрежной территории за похитителями губернатора штата.
Это первый фильм из серии, который получил категорию PG. Все последующие фильмы серии также получали данную категорию. Несмотря на смешанные отзывы, он имел общий кассовый успех, заработав 107 миллионов долларов при бюджете в 12 миллионов долларов.

## Сюжет
Во время очередного выпуска новых полицейских губернатор штата сообщает о сокращении финансирования подготовки полицейских, что подразумевает закрытие одной из двух действующих полицейских академий. Теперь обеим академиям предстоит жестокая борьба на выживание. Чтобы спасти свою академию, комендант Эрик Лассард вызывает сержантов Кэри Махоуни, Ларвелла Джонса, Лаверн Хукс, Мозеса Хайтауэра, Юджина Тэклберри, Дугласа Фэклера и лейтенанта Дебби Каллахан, которые уходят со службы и поступают в академию инструкторами. Их конкурент комендант Маузер (бывший заместитель Лассарда-младшего, а теперь возглавивший свою академию с подручным ему Карлом Проктором) идёт на всяческие ухищрения и подвохи, чтобы сохранить своё учреждение, в том числе на наём двух бывших выпускников академии Лассарда — сержантов Чеда Коупленда и Кайла Блэнкса. Он также начинает всячески подлизываться к губернатору, комиссару Херсту и членам отборочного комитета, подкупая ещё и тем, что программа подготовки в его академии проводится по «старым стандартам»: каждый курсант — мужчина атлетического телосложения, вымуштрованный в лучших традициях Армии США.
В академию Лассарда приезжают новые курсанты, в числе которых: герои предыдущего фильма Свитчак и Зед (поступление на службу в полицию является частью его реабилитации), которых к огромному неудовольствию первого, поселяют в одной комнате, симпатичная девушка Карен Адамс, Хиджиз, шурин Тэклберри — Бад Киркланд, курсант по обмену из Японии — Томоко Ногата (который сначала хотел поступить в академию Маузера, но тот прислал его в академию Лассарда) и жена Фэклера, после чего начинаются тренировки курсантов.
Томоко влюбляется в Каллахан, и с помощью советов Джонса ему удаётся завоевать её сердце. Свитчаку настолько надоедает ненормальное поведение Зеда, что он хочет уйти из академии, однако Тэклберри уговаривает его остаться и берёт под свою опеку.
Вскоре академию навещает отборочный комитет. Во время показательных тренировок курсанты показывают себя неудовлетворительно. Продавшиеся Маузеру сержанты Коупленд и Блэнкс, с целью дискредитировать курсантов, раньше времени отправляют их патрулировать город. Во время этого патруля Хукс и миссис Фэклер, преследуя преступника, попадают в аварию и разбивают машину, а Зед встречается с бывшими членами своей банды, которые в охапку со своим лидером забрали и члена отборочного комитета. В результате патрулирования курсантов «одна полицейская и две гражданских машины разбиты, три человека подали жалобы, два члена отборочного комитета находятся под действием успокоительного», после чего курсанты окончательно впадают в немилость перед комитетом. Тем же вечером, встретив в баре Маузера и Проктора, которые начинают злорадствовать над полицейским, Махоуни проворачивает шутку над Маузером: Он заключает с Маузером пари, что тот не сможет, с закрытыми глазами, отличить пиво от шампанского, после чего заклеивает ему глаза скотчем. Маузер же, выиграв пари, отклеивая скотч, случайно вырывает себе свои же брови, из-за чего ему приходится носить как накладные, так и нарисованные.
Вскоре проходит вечеринка для курсантов обеих академий, на которой Проктор начинает злорадствовать над Махоуни и Карен Адамс. Однако Махоуни, встретив на вечеринке знакомую даму лёгкого поведения из первого фильма, просит её оказать для Проктора услугу. Проститутка, соблазнив Проктора, заманивает его в комнату отеля, после чего обманом выставляет голого Проктора в коридор. Проктор, оказавшись голым на виду у всех посетителей, выбегает на улицу и, скрываясь от полиции, забегает в первое попавшееся здание, которое оказывается известным по прошлым фильмам гей-баром «Голубая устрица». Тем временем на банкете, Махоуни, «выступая от имени Маузера», уговаривает комитет и комиссара дать академии Лассарда последний шанс.
Наступает последний день отборочных соревнований. В это время губернатор отправляется на благотворительную регату, проходящую на берегу реки, и по приказу комиссара Херста обе академии предоставляют по одному курсанту для сопровождения. От академии Лассарда отправляется курсант Хиджис, а Маузер вопреки приказу отправляет двоих курсантов, твёрдо уверяя в их компетентности. Во время патрулирования Коупленд и Блэнкс выводят из строя компьютер, на котором отслеживаются передвижения патрульных машин, однако Хукс их разоблачает и отвешивает им тумаков.
На регате Хиджис случайно замечает вооружённых бандитов, переодетых в контролёров, и немедленно сообщает об этом Махоуни. Все полицейские, забросив патрулирование, отправляются на помощь своему коллеге. Бандиты врываются на место проведения мероприятия и грабят всех гостей, при этоми курсанты Маузера, вымуштрованные, но абсолютно не готовые к полевым действиям, потеряли сознание от страха. Появившиеся Махоуни, Джонс, Тэклберри, Хайтауэр, Адамс, Бад, Свитчак, Зед, Томоко и Лассард обезвреживают бандитов. Нескольким бандитам удаётся взять губернатора в заложники, после чего, угнав одну из лодок, они уплывают. Полицейские, оседлав гидроциклы, преследуют их. В это время Маузер и Проктор, поняв, что произошла неприятность, садятся в обычную лодку и плывут по реке, но попадают под несущиеся гидроциклы, из-за чего их лодка переворачивается. После длительной погони Махоуни удаётся прыгнуть в лодку преступников, обезвредить их и спасти губернатора. В итоге академия Лассарда остаётся открытой и продолжает свою работу.

## В ролях
- Стив Гуттенберг — сержант Кэри Махоуни
- Мэрион Рэмси — сержант Лаверн Хукс
- Майкл Уинслоу — сержант Ларвелл Джонс
- Бубба Смит — сержант Мозес Хайтауэр
- Дэвид Граф — сержант Юджин Теклбери
- Брюс Малер — сержант Дуглас Фэклер
- Скотт Томсон — сержант Чед Коупленд
- Брант фон Хоффман — сержант Кайл Блэнкс
- Шон Уэзерли — курсант Карен Адамс
- Брайан Точи — курсант Томоко Ногата
- Тим Казурински — курсант Свитчак
- Боб Голдуэйт — курсант Зед
- Эндрю Пэрис — курсант Бад Киркланд
- Дебрали Скотт — курсант Фэклер
- Дэвид Хьюбанд — курсант Хиджис
- Лесли Истербрук — лейтенант Дебби Каллахан
- Джордж Гейнс — ректор Эрик Лассард
- Лэнс Кинси — лейтенант Проктор
- Джордж Р. Робертсон — комиссар Херст
- Арт Метрано — комендант Маузер
- Артур Батанидес — мистер Киркланд
- Эд Нельсон — губернатор
- Джорджина Спелвин — проститутка

## Производство

### Экранизация
Как и другие фильмы серии, фильм снимался в основном в Торонто, Онтарио, Канада. В заключительных сценах «яхт-клуба» отчетливо видна линия горизонта города. Есть также сцена, где женщина-новобранец выезжает на полицейской машине по куче грязи из переулка. В конце переулка стоит бумажная коробка «Торонто Сан». Сетка города, показанная в компьютеризированной диспетчерской системе, также показывает карту улиц в центре Торонто, с деталями, граничащими между улицами Тринити, Йондж и Куин и скоростной автомагистралью Гардинер. В сцене, в которой Тэклберри стреляет в экран телевизора из своего пистолета, на заднем плане виден автомат с газировкой Canada Dry, рядом с автоматом с газировкой 'C' Plus, газированным напитком со вкусом апельсина, который продается только в Канаде.

## Прием

### Театральная касса
Фильм дебютировал на 1 месте по кассовым сборам в США. Фильм собрал в США 43 579 163 доллара, что сделало его 17-м самым кассовым фильмом 1986 года в США. Он столкнулся с жесткой кассовой конкуренцией со стороны многих других громких комедийных фильмов, выпущенных в начале того же года, таких как «Снова в школу», «Безжалостные люди» , «Ферриса Бьюллер берет выходной», «Денежная яма» и так далее. Фильм собрал 107 639 000 долларов по всему миру при бюджете в 12 миллионов долларов.

### Критический ответ
На Rotten Tomatoes у него рейтинг одобрения 40% на основе отзывов 10 критиков. На Metacritic он получил 33 балла из 100 на основе отзывов 8 критиков, что указывает на «в целом неблагоприятные отзывы». Зрители, опрошенные CinemaScore, поставили фильму оценку B+.
Variety писала: «Актерский состав мультяшных неудачников по-прежнему практически не изменился, и если у Полицейской академии 3 есть какое-то очарование, так это добродушная вялость этих людей. Без стеснений, эти люди здесь, чтобы посмеяться». Кевин Томас из Los Angeles Times написал: «Максимальное, что можно сказать о «Полицейской академии 3: Переподготовка» (для всего города), это то, что она не хуже, чем «Полицейская академия 2: Их первое задание», что было ужасно».